# G6 Rhino
G6 Rhino je samohodna top-haubica Južnoafričke Republike. Razvoj je pokrenut 1970-ih. Prvi prototip je izgrađen 1981. godine. Osim Južnoafričke Republike, ovaj sustav koriste Ujedinjeni Arapski Emirati i Oman.
G6 je opremljen sa 155 mm top-haubicom, napravljene na osnovi G5 vučne haubice dodatno opremljene s poluautomatskim sustavom punjenja. Standardni projektil je HE-FRAG, dometa 30 km, 39 km s raketnim projektilom. Top je kompatibilan sa svim 155 mm NATO streljivom. Borbeni komplet se sastoji od 47 granata. Sekundarno naoružanje čini 12,7 mm strojnica, postavljena na vrh vozila. 
Za razliku od sličnih samohodnih topničkih sustava, osnova G6 vozila napravljena je na kotačnom podvozju konfiguracije 6x6. Pokreće ga dizelski motor snage 525 KS. Posadu čini 5 članova, uključujući zapovjednika, topnika, dva punitelja i vozača. Prednji dio oklopa štiti od oružja kalibra 20 mm.  Cijelo vozilo pruža zaštitu od metaka malog kalibra i krhotina topničkih granata. Uz to, vozilo je dobro zaštićeno protiv mina.